# Зузана Валекова
Зузана Валекова (словац. Zuzana Váleková; нар. 23 серпня 1979) — колишня словацька тенісистка.
Найвищу одиночну позицію світового рейтингу — 204 місце досягла 13 квітня 1998, парну — 96 місце — 1 листопада 1999 року.
Здобула 2 одиночні та 19 парних титулів туру ITF.
Завершила кар'єру 2002 року.

## Загальна статистика

### Фінали в одиночному розряді: 9 (2-7)
| турніри $100,000 |
| турніри $75,000  |
| турніри $50,000  |
| турніри $25,000  |
| турніри $10,000  |

| Результат | Ранг | Дата              | Турнір                    | Покриття   | Суперниця у фіналі | Рахунок у фіналі |
| Поразка   | 1.   | 6 травня 1996     | Нітра, Словаччина         | Ґрунт      | Кара Блек          | w/o              |
| Поразка   | 2.   | 25 серпня 1996    | Валашке Мезиржичі, Чехія  | Ґрунт      | Петра Рацлавська   | 6–0, 3–6, 2–6    |
| Поразка   | 3.   | 22 вересня 1996   | Біоград-на-Мору, Хорватія | Ґрунт      | Мая Палавершич     | 6–4, 2–6, 1–6    |
| Поразка   | 4.   | 29 вересня 1996   | Шибеник (місто), Хорватія | Ґрунт      | Ева Шестакова      | 6–7, 3–6         |
| Перемога  | 1.   | 10 листопада 1997 | Ріо-де-Жанейро, Бразилія  | Ґрунт      | Людмила Черванова  | 6–3, 4–6, 6–1    |
| Поразка   | 5.   | 16 березня 1998   | Реймс, Франція            | Ґрунт      | Лоранс Андретто    | 2–6, 1–6         |
| Поразка   | 6.   | 23 березня 1998   | Макарська, Хорватія       | Ґрунт      | Надія Петрова      | 4–6, 2–6         |
| Поразка   | 7.   | 8 листопада 1999  | Ступава, Словаччина       | Тверде (i) | Людмила Ріхтерова  | 3–6, 1–6         |
| Перемога  | 2.   | 14 лютого 2000    | Фару, Португалія          | Тверде     | Каміль Пен         | 6–4, 6–3         |

### Фінали в парному розряді: 31 (19-12)
| Результат | NO  | Дата              | Турнір                        | Покриття  | Партнерка           | Суперниці у фіналі                           | Рахунок            |
| Поразка   | 1.  | 6 травня 1996     | Нітра, Словаччина             | Ґрунт     | Габріела Волекова   | Теодора Недева Віра Жуковець                 | w/o                |
| Поразка   | 2.  | 25 серпня 1996    | Валашке Мезиржичі, Чехія      | Ґрунт     | Людмила Черванова   | Габріела Хмелінова Сабіне Радевіцова         | 7–6, 3–6, 3–6      |
| Перемога  | 3.  | 15 вересня 1996   | Задар, Хорватія               | Ґрунт     | Людмила Черванова   | Бланка Кумбарова Петра Плачкова              | 6–3, 6–4           |
| Поразка   | 4.  | 22 вересня 1996   | Біоград-на-Мору, Хорватія     | Ґрунт     | Людмила Черванова   | Міхаела Гасанова Мартіна Неделькова          | 6–2, 4–6, 5–7      |
| Поразка   | 5.  | 17 листопада 1996 | Сан-Паулу, Бразилія           | Ґрунт     | Людмила Черванова   | Кара Блек Ірина Селютіна                     | 6–4, 4–6, 3–6      |
| Перемога  | 6.  | 7 квітня 1997     | Хвар, Хорватія                | Ґрунт     | Патрісія Маркова    | Жулі Пуллен Аманда Вейнрайт                  | 7–6(7–3), 6–4      |
| Перемога  | 7.  | 17 квітня 1997    | Дубровник, Хорватія           | Ґрунт     | Патрісія Маркова    | Мілена Неквапілова Гана Шромова              | 2–6, 7–5, 6–4      |
| Перемога  | 8.  | 23 червня 1997    | Пльзень, Чехія                | Ґрунт     | Людмила Черванова   | Петра Рацлавська Ева Крейчова                | 5–7, 6–1, 6–2      |
| Перемога  | 9.  | 4 серпня 1997     | Карфаген, Туніс               | Ґрунт     | Алісія Ортуньйо     | Ева Бес Елена Сальвадор                      | 4–6, 6–4, 6–4      |
| Перемога  | 10. | 10 листопада 1997 | Ріо-де-Жанейро, Бразилія      | Ґрунт     | Патрісія Маркова    | Моніка Машталіржова Паула Раседо             | 6–0, 6–7(4–7), 6–2 |
| Перемога  | 11. | 19 січня 1998     | Маямі, США                    | Ґрунт     | Лілія Остерло       | Аліенор Трісеррі Аліна Жидкова               | 6–4, 6–4           |
| Поразка   | 12. | 23 березня 1998   | Макарська, Хорватія           | Ґрунт     | Людмила Черванова   | Єлена Костанич-Тошич Катарина Среботнік      | 3–6, 1–6           |
| Поразка   | 13. | 31 серпня 1998    | Софія, Болгарія               | Ґрунт     | Магда Міхалаке      | Любомира Бачева Майке Каутстал               | 1–6, 5–7           |
| Перемога  | 14. | 23 листопада 1998 | Ліма, Перу                    | Ґрунт     | Катарина Среботнік  | Аліче Канепа Кончіта Мартінес Гранадос       | 6–7(4–7), 7–5, 6–4 |
| Перемога  | 15. | 30 листопада 1998 | Богота, Колумбія              | Ґрунт     | Катарина Среботнік  | Маріана Меса Фабіола Сулуага                 | 6–3, 6–4           |
| Перемога  | 16. | 30 листопада 1998 | Калі (місто), Колумбія        | Ґрунт     | Катарина Среботнік  | Лаура Монтальво Алісія Ортуньйо              | 2–6, 6–3, 6–2      |
| Перемога  | 17. | 11 січня 1999     | Маямі, США                    | Тверде    | Катарина Среботнік  | Ольга Виметалкова Габріела Хмелінова         | 4–6, 6–4, 7–5      |
| Перемога  | 18. | 18 січня 1999     | Бока-Ратон, США               | Тверде    | Катарина Среботнік  | Дон Бут Ребекка Єнсен                        | 4–6, 6–4, 6–1      |
| Перемога  | 19. | 25 січня 1999     | Клірвотер, США                | Тверде    | Катарина Среботнік  | Карін Міллер Джін Окада                      | 6–2, 6–0           |
| Перемога  | 20. | 21 червня 1999    | Сопот (Польща), Польща        | Ґрунт     | Магда Міхалаке      | Ленка Ценкова Надія Островська               | 6–2, 6–4           |
| Поразка   | 21. | 2 серпня 1999     | Харків, Україна               | Ґрунт     | Катерина Сисоєва    | Надія Островська Тетяна Перебийніс           | 7–5, 3–6, 3–6      |
| Поразка   | 22. | 23 серпня 1999    | Бухарест, Румунія             | Ґрунт     | Надія Островська    | Лурдес Домінгес Ліно Анабель Медіна Гаррігес | 5–7, 2–6           |
| Перемога  | 23. | 4 жовтня 1999     | Батумі, Грузія                | Килим (i) | Магда Міхалаке      | Кетеліна Крістя Суріна Де Беер               | 6–4, 3–6, 6–4      |
| Поразка   | 24. | 11 жовтня 1999    | Велін, Велика Британія        | Килим (i) | Магда Міхалаке      | Мая Матевжич Драгана Зарич                   | 6–7(1–7), 7–5, 2–6 |
| Поразка   | 25. | 18 жовтня 1999    | Саутгемптон, Велика Британія  | Килим (i) | Магда Міхалаке      | Жулі Пуллен Лорна Вудрофф                    | 3–6, 2–6           |
| Перемога  | 26. | 27 березня 2000   | Ам'єн, Франція                | Ґрунт (i) | Магда Міхалаке      | Маріана Діас-Оліва Аліенор Трісеррі          | 6–2, 6–4           |
| Перемога  | 27. | 17 липня 2000     | Пухгайм, Німеччина            | Ґрунт     | Светлана Кривенчева | Анжеліка Бахманн Мелані Шнелль               | 7–5, 3–6, 7–5      |
| Перемога  | 28. | 18 червня 2001    | Ленцергайде, Швейцарія        | Ґрунт     | Кірстін Фрає        | Еріка Краут Ванеса Краут                     | 3–6, 6–3, 6–2      |
| Перемога  | 29. | 25 червня 2001    | Мон-де-Марсан, Франція        | Ґрунт     | Анаушка ван Ексел   | Рената Кучерова Гана Шромова                 | 6–1, 6–1           |
| Поразка   | 30. | 15 жовтня 2001    | Кернс, Австралія              | Тверде    | Маріель Гоґланд     | Ліза Макші Труді Мусгрейв                    | 4–6, 3–6           |
| Поразка   | 31. | 29 жовтня 2001    | Маккай (Квінсленд), Австралія | Тверде    | Маріель Гоґланд     | Ліза Макші Труді Мусгрейв                    | 2–6, 3–6           |